# Ali Shaheed Muhammad
Ali Shaheed Muhammad (New York, 11 augustus 1970) is een Amerikaanse dj, rapper en producer. 
Een groot deel van zijn carrière was Muhammad lid van de rapgroep A Tribe Called Quest samen met de rappers Q-Tip en Phife Dawg. Samen met hen nam hij tussen 1990 en 1998 vijf studioalbums op. Ook creëerden Muhammad en Q-tip een muziekproductiebedrijf samen met de rapper Jay Dee, genaamd The Ummah. Nadat de groep A Tribe Called Quest uit elkaar was gegaan, werd Muhammad lid van de R&B-groep Lucy Pearl. De andere leden van de groep waren Dawn Robinson en Raphael Saadiq. Samen namen ze in 2000 één album op, waarna de groep weer uit elkaar ging.
In 2004 kwam zijn eerste soloalbum uit, getiteld Shadeedullah and Stereotypes. In 2011 kwam zijn tweede album uit, getiteld Untitled New Studio Album.
- Bibliothèque nationale de France: cb166464770 (data)
- Gemeinsame Normdatei: 1049422112
- International Standard Name Identifier: 0000 0003 7268 9591
- Library of Congress Control Number: no2018166126
- MusicBrainz: d5ee9a6f-8e10-47e7-bca7-7e3f82aad769
- Virtual International Authority File: 294372788
- WorldCat: E39PBJqQtTXtPg3H9fXQr6yDbd